# Embalse de Beni M'Tir
El embalse de Beni M´Tir o embalse de Beni Metir (en árabe:سد بني مطير) es un embalse tunecino ubicado en el uadi Ellil, al suroeste de Aïn Draham. Lleva el nombre de Beni M´Tir, pueblo que se localiza  sobre la presa  . Los trabajos de construcción comenzaron en 1946 y acabaron en 1953.
Los materiales de construcción de esta obra se suministraron  por teleférico. De una altura de 78 metros, está compuesto de tres partes : una parte central con una presa de gravedad con contrafuertes ahuecados (veinte en total), una ala derecha que es también una presa de gravedad y una ala izquierda constituida por un revestimiento de rocas. Fue concebido por el ingeniero suizo Alfred Stucky.
La superficie máxima del pantano es de  350 hectáreas con una capacidad total de 73 millones de m³ (53 millones de m³ de media). El volumen  del aliviadero de riadas es de 610 m³  por segundo y el de las  compuertas de fondo de 380 m³ por segundo.
Inicialmente, el pantano de Beni M´Tir abastecía la región de Túnez de agua potable, considerada la más dulce del país. Hoy, abastece la gobernación de Túnez  y de Jendouba, Béja y las regiones situadas al norte de Túnez. Sirve igualmente para el riego del valle bajo del Meyerda y dispone de una central eléctrica en Fernana (diez kilómetros aguas abajo) que devuelve el agua a otra fábrica situada a dos kilómetros.

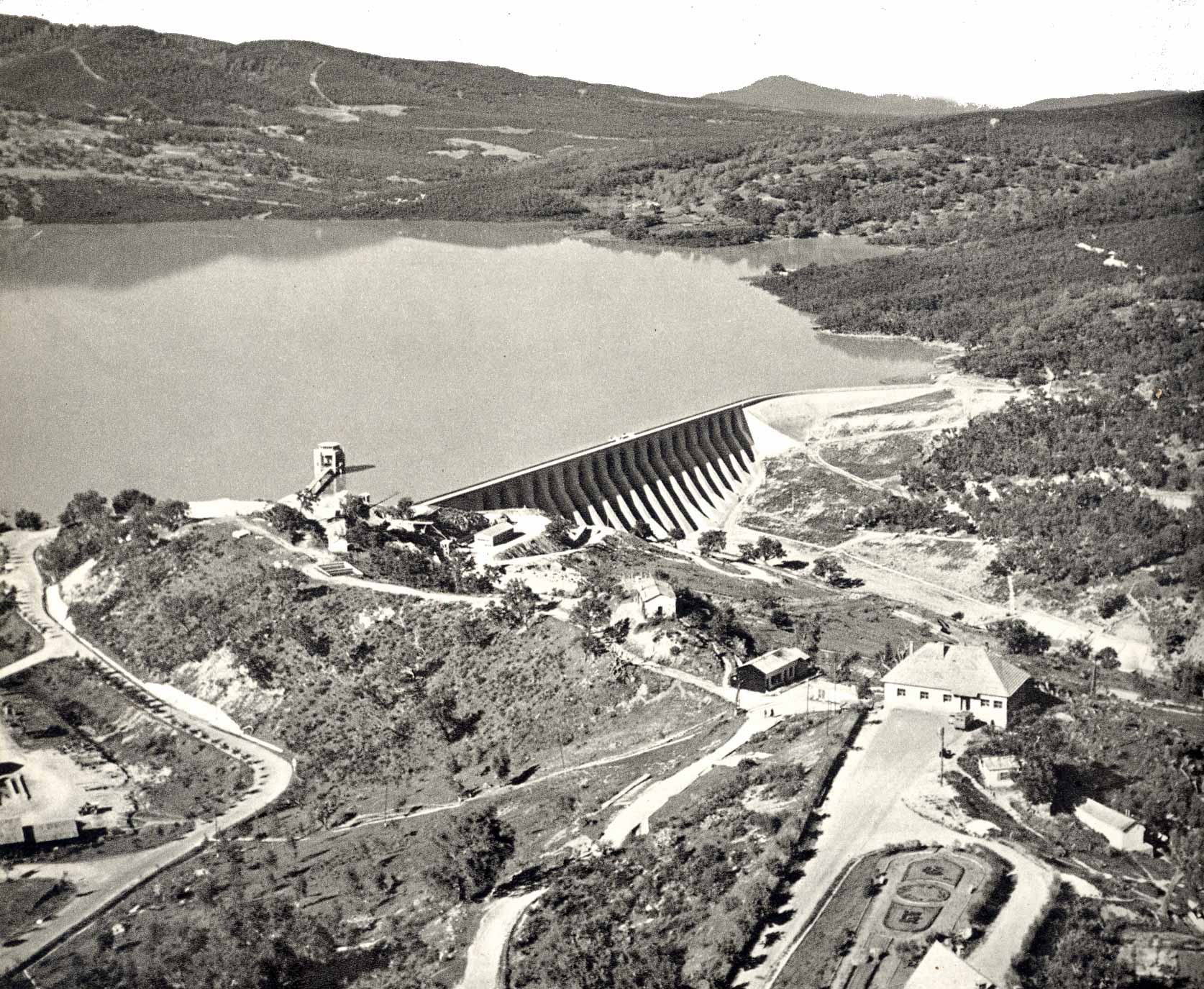
Vista del embalse en 1957